# Corkscrew Swamp Sanctuary
Das Corkscrew Swamp Sanctuary ist ein Naturschutzgebiet in  den westlichen Everglades in der Nähe der Stadt Naples sowie Bonita Springs im Collier County. Das Naturschutzgebiet wurde im Jahr 1954 gegründet um die Zypressen zu schützen und dort befindet sich der größte Bestand von 400 bis 700 Jahre alten Zypressen in den USA. Insgesamt hat das Corkscrew Swamp Naturschutzgebiet eine Fläche von rund 52,6 km² mit den verschiedensten Tierarten. Verwaltet wird dieses Gebiet von der National Audubon Society.

## Boardwalk
Der Boardwalk im Corkscrew Swamp Naturschutzgebiet hat eine Länge von 3,6 km. Das Naturschutzgebiet zeigt verschiedene Landschaftsbereiche, das Kiefernhochland, nasse Wiesen, den Zypressenwald, das Sumpfgebiet und den Salat Lake.

## Tierwelt
Im Corkscrew Swamp Naturschutzgebiet leben Hasen, Schlangen, Echsen und verschiedene Vogelarten. Auch gefährdete Vogelarten wie der Holzstorch haben dort ihren Lebensraum.